# Рибот
Рибо́т (фр. Ribaute) — коммуна во Франции, находится в регионе Лангедок — Руссильон. Департамент коммуны — Од. Входит в состав кантона Лаграс. Округ коммуны — Каркасон.
Код INSEE коммуны — 11311.

## Население
Население коммуны на 2008 год составляло 240 человек.
| 1962 | 1968 | 1975 | 1982 | 1990 | 1999 | 2008 |
| ---- | ---- | ---- | ---- | ---- | ---- | ---- |
| 284  | 285  | 254  | 232  | 190  | 227  | 240  |

## Экономика
В 2007 году среди 140 человек в трудоспособном возрасте (15—64 лет) 88 были экономически активными, 52 — неактивными (показатель активности — 62,9 %, в 1999 году было 62,2 %). Из 88 активных работали 81 человек (44 мужчины и 37 женщин), безработных было 7 (5 мужчин и 2 женщины). Среди 52 неактивных 13 человек были учениками или студентами, 21 — пенсионерами, 18 были неактивными по другим причинам.